# Ceratopsidae
A Ceratopsidae a marginocephalia dinoszauruszok speciális csoportja, melybe a Triceratops és a Styracosaurus tartozik. Valamennyi ismert faja csőrrel, és az állcsont hátsó részén több sornyi nyírásra alkalmas foggal, valamint szarvakkal és nyakfodorral rendelkező négy lábon járó növényevő volt, amely a késő kréta időszakban élt főként Észak-Amerika nyugati részén (egy faj, a Turanoceratops tardabilis Ázsiából ismert). A csoport két alcsaládra oszlik. A Ceratopsinae vagy Chasmosaurinae tagjait általában hosszú, háromszög alakú nyakfodor és jól fejlett homlokszarvak jellemzik. A Centrosaurinae nemek orránál jól fejlett szarvak vagy tülkök találhatók, míg nyakfodruk rövidebb és négyszögletesebb, a hátsó részéből pedig tüskék állnak ki.
A szarvak és nyakfodrok nagy változatosságot mutatnak, és a különböző fajok elsődleges ismertetőjegyeként szolgálnak. A céljuk nem teljesen egyértelmű. Az egyik feltevés szerint a ragadozókkal szembeni védelem – bár a fodrok számos fajnál törékenyek. A gallér csontja sokszor nem tömör csontlemez, hanem lyukakkal tagolt, sőt akkora nyílások is lehetnek benne, hogy már inkább csak a gallér keretének tűnik a csont. A gallérok a megnyúlt járomcsonthoz csatlakoznak, így joggal feltehető, hogy az egyébként gyenge harapású állkapocs számára biztosít többlet izomtapadási helyet. A család őseinek feje még jóval rövidebb volt, a megnyúlt csőr mozgatását ugyanakkora izmok már nem kielégítően oldották meg.
A járomcsont megnyúlásával nagy bőrfelület keletkezett, amely másodlagosan a nemi szelekcióban is szerepet kaphatott. A ma élő patásokhoz hasonlóan másodlagos nemi jellegzetességekké váltak, és a gallér megnyúlása, epoccipitális csontokkal (bőrcsontok) díszítettsége már ehhez köthető. A párválasztás során a pózolásnál vagy a fajtársakkal való harcokban játszottak szerepet – ez utóbbi éppúgy nem valószínű, mint a ragadozók elleni védelem, ugyanabból az okból. A Pachyrhinosaurus és a Achelousaurus koponyáin levő kidudorodások hasonlítanak azokra, amelyek a mai pézsmatulkok szarvainak tövénél találhatók, ami arra utalhat, hogy a fejükkel ökleltek is.
A centrosaurinákat gyakran találták együtt nagyobb csontmedrekben más fajok képviselőivel, így feltételezhető, hogy ezek az állatok nagy csordákban éltek.

## Taxonómia

Ceratopsida fejek

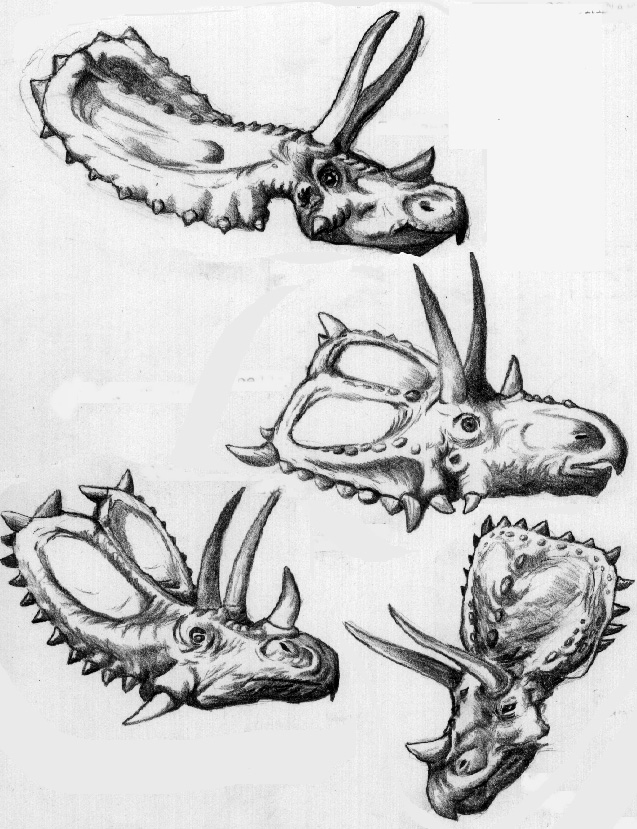
Négy faj a Chasmosaurinae alcsaládból; Torosaurus latus, Chasmosaurus belli, Pentaceratops sternbergii, Triceratops horridus

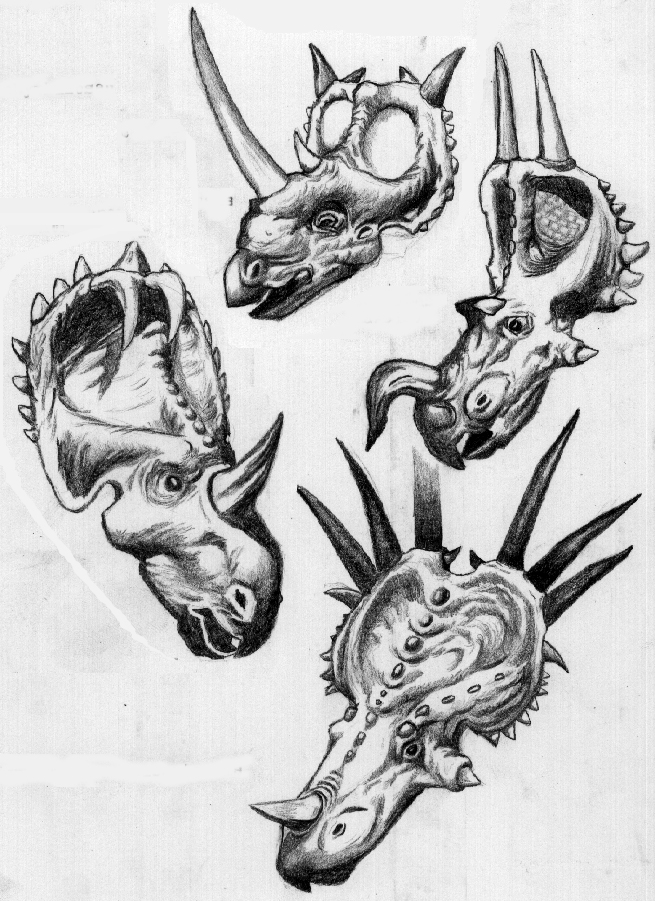
Négy faj a Centrosaurinae alcsaládból; Pachyrhynosaurus canadensis, Centrosaurus apertus, Styracosaurus makelai, Styracosaurus albertensis

A család rendszerezése a szarvak száma, egymáshoz viszonyított mérete, a gallér alakja és mérete és az epoccipitális csontok elhelyezkedése alapján történik. A két alcsalád a legfeltűnőbb jellemző szerint oszlik szét. A Centrosaurinae alcsaládnál az orrháti szarv a legnagyobb, leghosszabb, míg a szemgödrök felettiek csökevényesek, esetleg teljesen hiányoznak. Ennek kompenzálására viszont az arcon is lehet szarvuk, gallérjuk erősen tagolt, a gallér peremén nagy méretű epoccitipitális csontok sorakoznak, a Styracosaurusoknál egyenesen szarvak erdeje lett belőlük. A Chasmosaurinae alcsaládnál az orrháti szarv kicsi vagy közepes méretű, de kisebb, mint a szemöldökeresz szarvai. A gallér kevésbé tagolt, nagyobb méretű díszek nincsenek rajtuk. A gallér azonban nagyobb méretű, ide tartozik a szárazföldi állatok fejhosszúság-rekordere, a Torosaurus latus.
Rendszerezésük különösen nehéz azokban az esetekben, ahol nem áll rendelkezésre az egyedfejlődés minden szakaszából maradvány, mivel a gallér mérete, a szarvak méretének egymáshoz való viszonya és a csontkinövések száma, mérete, alakja is változhat az egyedfejlődés során. Az egyik legjobb példa erre a Torosaurus bizonytalan esete, amelynek hatalmasra nyúló gallérja valószínűleg csak az egyedfejlődés késői szakaszaiban alakult ki. A fiatalabb példányokat Triceratopsnak nevezzük.
- Ceratopsidae család
  - Centrosaurinae alcsalád
    - Achelousaurus – (Montana, USA)
    - Albertaceratops – (Alberta, Kanada & Montana, USA)
    -  ? Avaceratops – (Montana, USA)
    - Brachyceratops – (Montana, USA & Alberta, Kanada)
    - Centrosaurus – (Alberta, Kanada)
    - Diabloceratops – (Montana, USA)
    - Einiosaurus – (Montana, USA)
    - Monoclonius – (Montana, USA & Alberta, Kanada)
    - Pachyrhinosaurus – (Alberta, Kanada & Alaszka, USA)
    - Rubeosaurus – (Montana, USA)
    - Sinoceratops - (Sandong, Kína)
    - Styracosaurus – (Alberta, Kanada & Montana, USA)

  - Ceratopsinae alcsalád' (= Chasmosaurinae')
    - Agathaumas - (Wyoming, USA)
    - Agujaceratops – (Texas, USA)
    - Anchiceratops  – (Alberta, Kanada)
    - Arrhinoceratops  – (Alberta, Kanada)
    -  ? Ceratops – (Montana, USA & Alberta, Kanada)
    - Chasmosaurus – (Alberta, Kanada)
    - Coahuilaceratops - (Coahuila, Mexikó)
    - Dysganus - (Monytana, USA)
    - Eotriceratops – (Alberta, Kanada)
    - Medusaceratops - (Montana, USA)
    - Nedoceratops – (Wyoming, USA)
    - Pentaceratops – (Új-Mexikó, USA)
    - Torosaurus – (Wyoming, Montana, Dél-Dakota, Észak-Dakota & Utah, USA & Saskatchewan, Kanada)
    - Triceratops – (Montana & Wyoming, USA & Saskatchewan & Alberta, Kanada)
    - Turanoceratops – (Üzbegisztán)

## Fordítás
- Ez a szócikk részben vagy egészben a Ceratopsidae című angol Wikipédia-szócikk ezen változatának fordításán alapul.  Az eredeti cikk szerkesztőit annak laptörténete sorolja fel. Ez a jelzés csupán a megfogalmazás eredetét és a szerzői jogokat jelzi, nem szolgál a cikkben szereplő információk forrásmegjelöléseként.